# Autocharis nitidalis
Autocharis nitidalis là một loài bướm đêm trong họ Crambidae.